# 完顏神土門
完顏神土門（?—?），为金朝宗室，金太宗完颜晟的儿子。
天会十五年（1137年），金熙宗大封宗室，封完颜神土門为郓王。大定二年（1162年），金世宗追封完颜神土門为豳王。

## 資料
- 《金史》卷七十六 列传第十四 太宗诸子